# Stefan Szałamanow
Stefan Aleksandrow Szałamanow (bułg. Стефан Александров Шаламанов; ur. 27 stycznia 1970 w Sofii) – bułgarski narciarz alpejski, złoty medalista mistrzostw świata juniorów.

## Kariera
Największy sukces w karierze Stefan Szałamanow osiągnął w 1988 roku, kiedy zdobył złoty medal w slalomie podczas mistrzostw świata w juniorów w Madonna di Campiglio. W zawodach tych wyprzedził bezpośrednio Szweda Thomasa Fogdö i Francuza Maxa Ancenaya. Jeszcze trzykrotnie startował na imprezach tego cyklu, jednak nigdy więcej nie zajął miejsca w najlepszej dziesiątce. W 1988 roku wziął także udział w igrzyskach olimpijskich w Calgary, gdzie zajął 23. miejsce w slalomie, a rywalizacji w gigancie nie ukończył. Nigdy nie zdobył punktów do klasyfikacji generalnej Pucharu Świata.
Jego ojciec Aleksandyr Szałamanow był piłkarzem i narciarzem alpejskim.

## Osiągnięcia

### Igrzyska olimpijskie
| Miejsce | Dzień     | Rok  | Miejscowość | Konkurencja | Czas biegu  | Strata   | Zwycięzca     |
| ------- | --------- | ---- | ----------- | ----------- | ----------- | -------- | ------------- |
| 35.     | 25 lutego | 1988 | Calgary     | Gigant      | 2:06,37 min | +10,30 s | Alberto Tomba |
| 23.     | 27 lutego | 1988 | Calgary     | Slalom      | 1:39,47 min | +12,90 s | Alberto Tomba |

### Mistrzostwa świata juniorów
| Miejsce | Dzień       | Rok  | Miejscowość          | Konkurencja | Czas biegu  | Strata   | Zwycięzca         |
| ------- | ----------- | ---- | -------------------- | ----------- | ----------- | -------- | ----------------- |
| 39.     | 21 lutego   | 1986 | Bad Kleinkirchheim   | Gigant      | 2:24,64 min | +11,38 s | Konrad Ladstätter |
| 29.     | 23 lutego   | 1986 | Bad Kleinkirchheim   | Slalom      | 1:53,81 min | +12,05 s | Anders Lundqvist  |
| 27.     | 22 marca    | 1987 | Sälen                | Gigant      | 2:31,70 min | +4,77 s  | Thomas Wolf       |
| 1.      | 30 stycznia | 1988 | Madonna di Campiglio | Slalom      | 1:42,30 min | -        | -                 |
| 23.     | 7 kwietnia  | 1989 | Aleyska              | Gigant      | 2:17,20 min | +6,90 s  | Jeremy Nobis      |

### Puchar Świata
Szałamanow nigdy nie stanął na podium zawodów PŚ.